# دير الثالوث المقدس
دير الثالوث المقدس (باليونانية: Μονή Αγίας Τριάδος) هو دير أرثوذكسي شرقي في وسط اليونان، ويقع في وادي بينياس في الجزء الشمالي الشرقي لبلدة كالامباكا. يقع في أعلى منحدر صخري يزيد ارتفاعه عن 400 متر ويشكل جزءًا من 24 ديرًا تم بناؤها في الأصل في ميتيورا، وهي واحدة من أقدم الأديرة التي لا تزال موجودة هناك (ميتيورا تعني «معلق في الهواء» باللغة اليونانية). ستة من ال 24 دير لا تزال نشطة ومفتوحة للزوار.
شيدت الكنيسة بين القرنين الرابع عشر والخامس عشر وهي مدرجة في قائمة اليونسكو لمواقع التراث العالمي بعنوان ميتيورا.

## الموقع الجغرافي
بنيت الأديرة على منحدرات صخرية في ميتيورا. ترتفع هذه المنحدرات إلى ارتفاع أكثر من 400 متر (1,300 قدم). تقع في وادي بينياس في سهول ثيساليان بالقرب من مدينة كالامباكا. المنحدرات الصخرية، التي يعود تاريخها باستخدام التحليل الكيميائي إلى 60 مليون سنة، تشكلت من خلال الزلازل، وهي مكونة من الحجر الرملي والتكتلات الناجمة عن تآكل النهر. كانت الرواسب قديماً في بحر داخلي خلال عصر البليوسين. مع حدوث الزلازل، صعدت هذه الرواسب كمخروط مكونة بطريقها أعمدة صخرية شديدة الانحدار، تُعرف باسم «الأعمدة السماوية». المنطقة المتواجد عليها الأديرة تعتبر منطقة جبلية ومحرجة بالغابات، يوجد فيها وديان نهرية ومنطقة محمية تعرف باسم غابة تريكالا الجمالية.

## تاريخ الدير

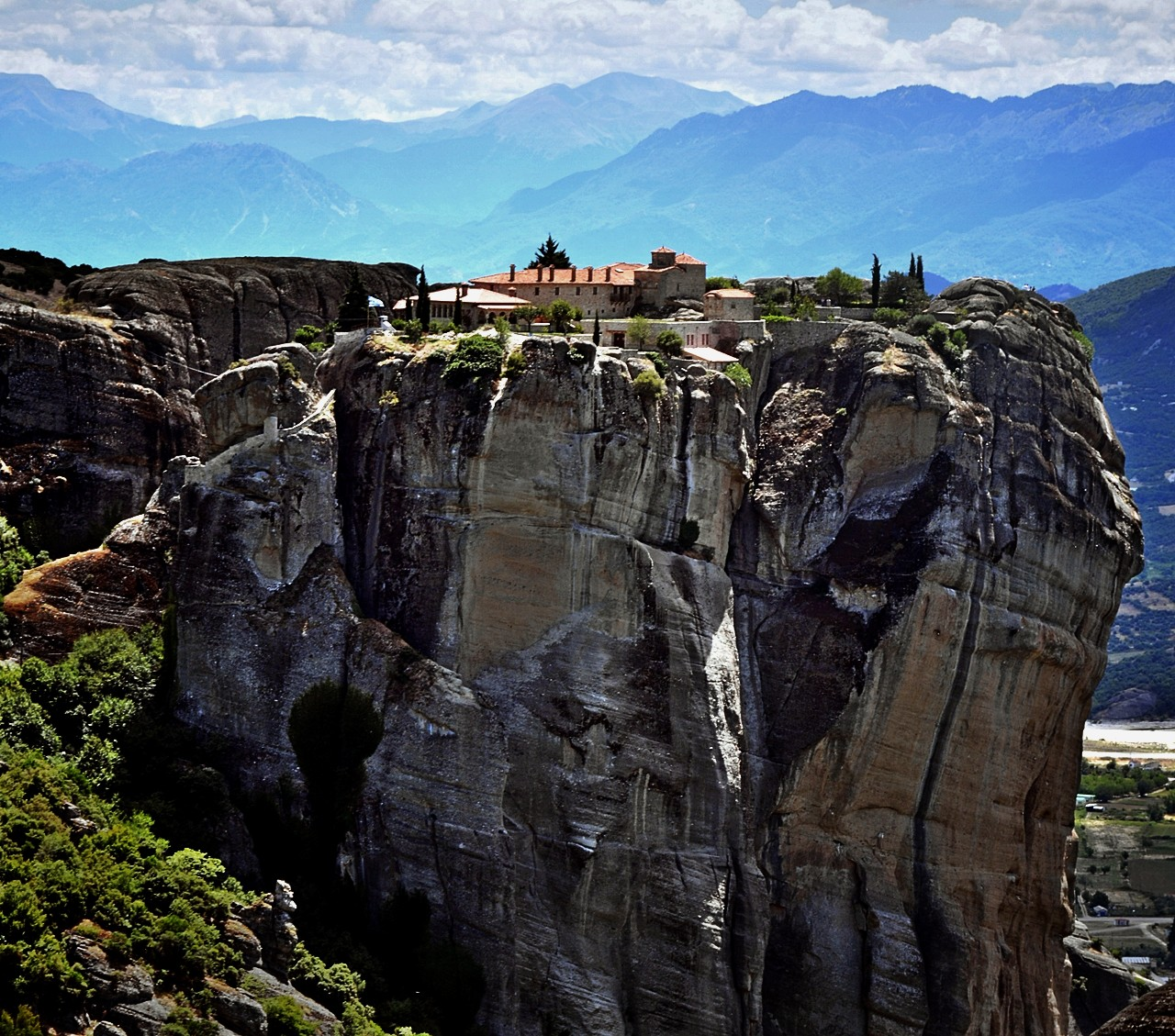
صورة للدير

تم بناء الأديرة فوق المنحدرات الخطرة بالقرب من ميتيورا ما بين القرنين الرابع عشر والخامس عشر. لكن قبل ذلك، وبالتحديد في القرن الحادي عشر، قامت المجتمعات الدينية بإنشاء أديرة صغيرة عند سفح هذه المنحدرات. في القرن الرابع عشر، أصبح الإمبراطور الفخري للصرب واليونانيين، جون أوروس، راهبًا وانتقل إلى ميتيورا؛ حيث قام بإعادة بناء الأديرة هناك. خلال الاضطرابات السياسية في المنطقة خلال هذا القرن، تراجع الرهبان إلى الملاذ الآمن الذي توفره المنحدرات. يقال أن دوميتيوس هو الراهب الأول في موقع الثالوث المقدس، الذي وصل وفقًا للأسطورة المحلية، عام 1438.
تم بناء الثالوث الأقدس وفقًا لمصادر عديدة بين عامي 1475-1476،  لكن بعض المصادر تقول أن تواريخ بناء الدير والكنيسة المجاورة له، المخصصة للقديس يوحنا المعمدان، غير معروفة. تم إضافة الزخرفة إلى الثالوث المقدس عام 1741. بحلول نهاية القرن الخامس عشر، كان هناك 24 ديرًا، منها الثالوث المقدس، وسانت باربرا روسانو، وسانت نيكولاس أنابافاس.
فقط ستة من الأديرة الأصلية لا تزال قائمة، بما في ذلك دير الثالوث المقدس. هذه الأديرة الستة تشكل اليونسكو للتراث العالمي بعنوان ميتيورا. تم تسجيل اليونسكو تحت المعايير في عام 1988. الأول والثاني والرابع والخامس والسابع.

## اقرأ أيضا
- دير روسانو
- ميتيورا
- دير فارلام